# Eupogonius piceus
Eupogonius piceus es una especie de escarabajo longicornio del género Eupogonius, tribu Desmiphorini, subfamilia Lamiinae. Fue descrita científicamente por Fisher en 1936.

## Descripción
Mide 6,2-7,5 milímetros de longitud.

## Distribución
Se distribuye por Cuba.